# P43 (戦車)
P43 bis（Carro_Armato_P.43）はイタリアの重戦車である。本車はP40の置き換えを意図して制作され、1943年春の時点で試作車が完成していた。

## 特徴
P43またはP30/43はフィアットとアンサルドによってP40と同時期に開発され、拡大発展版と捉えることができる。計画段階では、同じ75mm L34戦車砲を搭載するとしていたが、後に開発中の対空砲90mm L53から派生した90mm L42砲もしくはセモヴェンテ da 105/25の主砲である105mm L25砲を搭載することが提案された。

## P43 bis

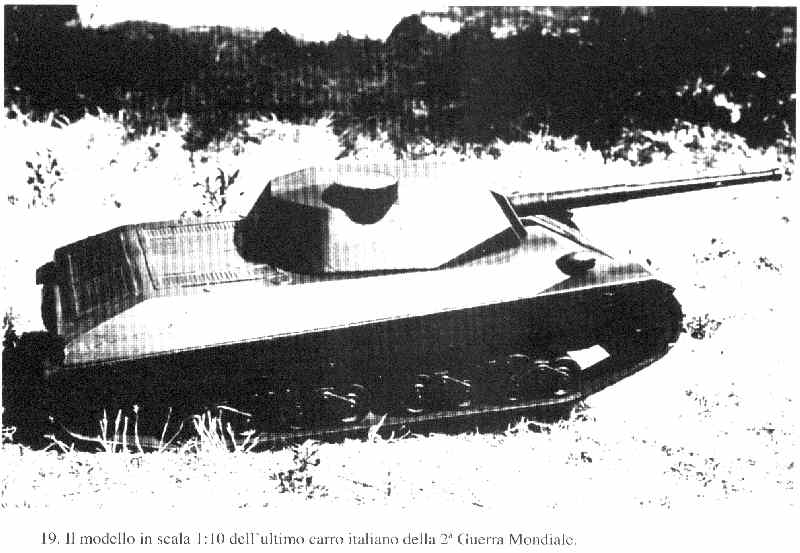
P43 bisのモックアップ

実物よりは小さいと思われるが、木製模型としてのP43の写真が残されており、P40やP43 bisの別案が並べられていることがわかる。その中にパンターの外見をしたものもあるが、これに関してドイツが非難した可能性もある。(イタリアはライセンス生産のためにパンターの設計図を受け取っているため、このようなことが起きたと思われる。)この車輌群にはP43 bisと名付けられていた。
このようなことが起こったのはロシア戦線でのT-34-85に関する情報が起因の可能性もある。
いくつかの資料によるとP43のエンジンは次の通りと推察される。
- P40の330馬力ディーゼルエンジン搭載予定だったが生産時には420馬力ガソリンエンジンに変更される予定であった。
- P43 bisはT-34のエンジンをデッドコピーしたものを搭載。

正面装甲は80度傾斜の100mm装甲で、これは他国の戦車、例えばIS-2やティーガーIなどと同等の防御力を有していることになる。パンターの正面は80mmなので、完成すればオリジナルより優れた戦車になっていた。

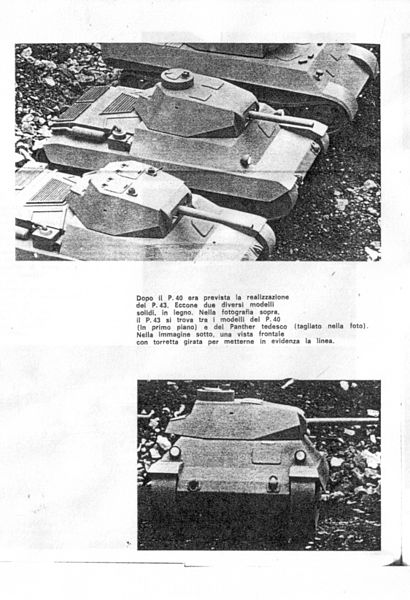
下の写真から正面の様子がわかる。

しかしP43は1943年に試作車が完成したのみだった。
P43はイタリア戦車開発の完成点でした。この車輌の目標はパンターやティーガーと同程度のものを作ることにあったが、構造は明らかにP40の発展型と見受けられます。木製のモックアップに到達しただけとはいえ、搭載砲に関しては2種類検討されました。一つはM41Mに搭載された90/53 mod.41、もう一つはM43に搭載された105/25 M43でした。対戦車性能と重量軽減を両立するため、90mm砲が選ばれました。これによって同年の自走砲と同性能の、至近距離で158mmの貫通力をもつことになると思われます。エンジンはP40と同じ420HP SPA 8気筒エンジンでした。サスペンションも同じものとなる予定でした。前面装甲は80〜100mm、側面は50mmあると言われ、33トンの重量制約に応えるために正面は80度の傾斜がつけられると考えられています。この重量とエンジンによって、1トンあたり12.7馬力の比率が得られます。P40と同じ履帯幅であれば、同様の機動性が期待できました。軍は1944年6月までに150輌生産するよう命じました。一方P40は旧式と考えられたため、生産予定数を1200輌から500輌に減らされました。—Histryforce、Carro Armato P43. Mussolini’s forgotten secret weapon、https://historyforce.com/carro-armato-p43-mussolinis-forgotten-secret-weapon/